# John Jackson (évêque)
Pour les articles homonymes, voir Jackson et John Jackson (homonymie).
John Jackson, né le 22 février 1811 et mort le 5 janvier 1885, est un ecclésiastique britannique. Il est recteur de l'église St James de Piccadilly de 1846 à 1853, évêque de Lincoln de 1853 à 1869, puis évêque de Londres jusqu'à sa mort.